# Belle toujours
Pour plus de détails, voir Fiche technique et Distribution.
Belle toujours est un film portugais réalisé par Manoel de Oliveira, sorti en 2006.

## Synopsis
Henri Husson, assistant à un concert de musique classique, a les yeux qui se posent sur une autre spectatrice qu'il reconnaît : c'est une ancienne relation de nature étrange, Séverine Serisy, mais qui, là, va le fuir. Il la piste, ce qui le conduit à un bar où, pour l'avoir ratée, il échange avec le barman, celui qui écoute tout et qui, pense-t-on, ne retient rien. Toujours est-il qu'il récupère une information précieuse pour assouvir son désir de retrouvailles qu'il espère célébrer en tête à tête par un repas marquant.

## Fiche technique
- Titre : Belle toujours
- Réalisation : Manoel de Oliveira
- Scénario : Manoel de Oliveira
- Photographie : Sabine Lancelin
- Pays d'origine :  Portugal -  France
- Format : couleur - Dolby Digital - 35 mm
- Genre : drame
- Durée : 68 minutes
- Date de sortie : 2006

## Distribution
- Michel Piccoli : Henri Husson
- Bulle Ogier : Séverine Serizy
- Ricardo Trêpa : Barman
- Leonor Baldaque : Jeune prostituée
- Júlia Buisel : Prostituée âgée
- Lawrence Foster : Lui-même